# 鄂圖曼帝國軍隊
鄂圖曼帝国军队，广义上指鄂圖曼帝国从苏丹国到帝国再到覆灭时期所拥有和控制的军事力量。鄂圖曼帝国军队的历史可以分为五个主要时期。基本可以分为形成时期：1300年拜占庭远征到1453年君士坦丁堡的陷落；扩张时期：1451年穆罕默德二世登基到1606年的合约；改革时期：1606年到1826年的吉祥事變；现代化时期：1826年到1858年；以及衰退时期：1861年阿卜杜勒（SultanAbdülaziz）的登基到1918年鄂圖曼帝国的覆亡。

## 形成时期（1300-1453）
鄂圖曼军队最早的形式是一支游牧军队。这支军队是由来自土库曼部落的鄂圖曼一世在13世纪晚期的西安納托利亞建立的。
这些骑兵变成了强悍的突袭力量，装备弓和矛。他们同时还拥有叫做"Timars"的封地,而这些骑兵也在之后被称为"timariots"。另外，他们在战役中还可以获得财富。
鄂圖曼一世组织了一支拥有军费而不是抢劫和获得“封地”的常备军。这些步兵被称为"yayas"，而骑兵则被称为"müsellems"。该部队大部分都由雇佣兵组成，只有少部分土耳其人才会满足于薪水而不是所谓封地。当这些雇佣兵服从鄂圖曼指挥官时，他们并不需要信奉伊斯兰教。
在十四世纪后期，鄂圖曼军队开始使用火枪。随后，类似于欧洲军队的火枪手，火枪骑兵和擲彈兵（由投掷称为"khımbara"炸药的士兵和为火枪提供维护和火药补给的士兵组成。）也逐渐出现。
鄂圖曼帝国是三个伊斯兰“火药帝国”之首，其他的分别是波斯萨菲王朝和印度莫卧儿王朝。在十四世纪鄂圖曼人开始使用火炮。其采用火炮速度非常快，使他们先于欧洲和中东的对手，建立了专门制造和处理枪支的永久性部队。但是，正是由于他们使用火炮震惊了对手，其他两个伊斯兰火药帝国加快了他们的武器实装计划。鄂圖曼帝国至少在巴耶济德一世统治期间拥有大炮，并在1399年和1402年的君士坦丁堡围攻中使用了它们。最终，火炮在1430年成功围攻薩羅尼卡时证明了自己的价值。
鄂圖曼帝国军队常规化火药武器的速度远超他的欧洲对手们。禁卫军最早是使用弓箭的。在穆罕默德二世时期，他们已经完成了使用火枪的训练。不能忽视的是，他们也许就是世界上第一支火枪部队，所以，禁卫军被认为是世界上第一支近代化部队。在瓦尔纳和巴什肯特的战役证明了火枪兵的优越性。
鄂圖曼帝国的钩铳最早出现在1394年到15世纪早期之间。钩铳随后在十五世纪中被鄂圖曼军队的禁卫军间广泛使用。火绳枪被禁卫军使用则是在15世纪早期和中期，大约在十五世纪四十年代。

## 陆军

### 旧陆军(1451-1606)
鄂圖曼帝国旧式军队是穆罕默德二世在改革国家和军事力量期间所建立的一支军队。

旧时期军队（1451-1606）

### 对旧陆军的改革(1606-1826)
这个时期的主题是改革禁卫军。禁卫军卫队最初由应征入伍的年轻且信奉基督教的男孩组成，这些男孩在鄂圖曼帝国统治下接受了军事教育。在15世纪和16世纪，这支军队被称为欧洲最高效的军事单位。除了禁卫军外，还有西帕希骑兵。但是，它们与耶尼切里的不同之处在于他们既是军事力量又有行政职责。禁卫军被束缚以至于能够随时执行军事任务，但是西帕希骑兵则是主要靠从苏丹赏赐的土地获得收入。因为没有土地，西帕希们通过收税来得到薪水。同时，他们还需要负责维护那里的和平与秩序。每当苏丹认为有必要使他们服役时，他们将被要求在军队中服役。

### 陆军改革的努力(1826-1858)
这个时期的主题是解散耶尼切里，并改变鄂圖曼土耳其的军事文化。

### 现代化陆军(1861-1918)
这一时期围绕新成立陆军单位的组织和训练展开。从法式体系转变为德式体系，由于当时德式陆军体系被认为具有最高的效率。

## 海军
鄂圖曼帝國海軍，也被称为鄂圖曼舰队（Ottoman Fleet），成立于14世纪初，鄂圖曼帝国于1323年通过占领卡拉曼塞尔（Karamürsel）并将其作为鄂圖曼帝国第一个海军军事基地来建立了第一支海军。 在其长期存在的过程中，它卷入了许多冲突并签署了许多海事条约。 鄂圖曼帝國海军在鼎盛时期扩张到到印度洋，并曾于1565年向印度尼西亚派遣了一支远征舰队。

## 空军
鄂圖曼航空队是属于鄂圖曼陆军和海军的军事航空部队。航空队的历史可以追溯到1909年6月或1911年7月，时间具体取决于他们是什么时间接受了现役任务。该组织有时也被直称为鄂圖曼空军。根据爱德华·埃里克森的说法，使用鄂圖曼空军一词未免有些夸张，不过这个词却经常在当代土耳其语中使用。机队规模在1916年12月达到最大，在当时鄂圖曼航空队拥有90架飞机。航空队于1918年7月29日又被改组为“空军总督察团”。随着1918年10月30日签署《穆兹罗斯停战协定》，鄂圖曼空军的历史实际上就结束了。在停战时，鄂圖曼的空军力量大约有100名飞行员；17个陆基飞机连（每个连共有4架飞机）；和三个水上飞机连（每个连4架飞机）；总计拥有80架飞机。

## 人员

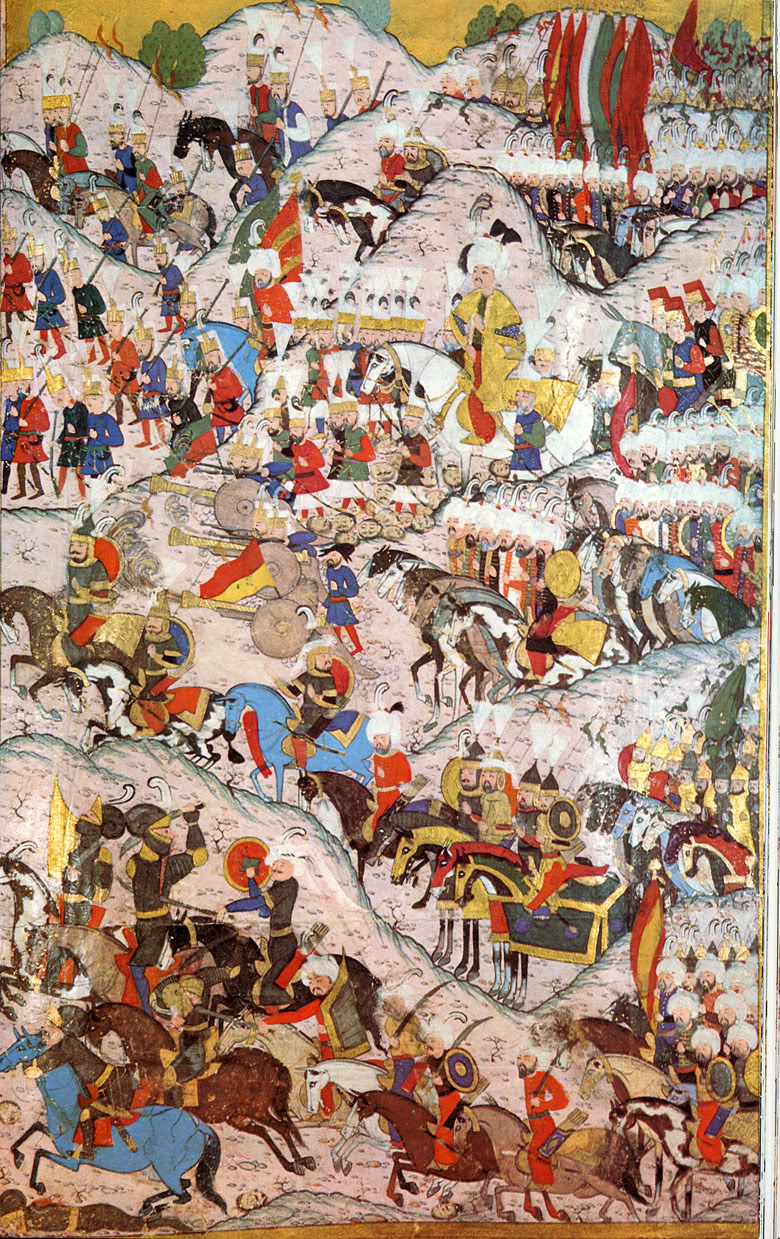
1526年的战斗，鄂圖曼帝国军队

### 征兵
在1389年，鄂圖曼帝国引入了军事征兵制度。在需要的时候，每个镇，城市和村庄都有义务在招募处征集满足征兵需求的人员。这只被称为"Azabs"的非正规部队会被用作在不同的地方上。他们可以为前线提供物资，修路和桥梁。在极少数情况下，它们被用作炮灰来减慢敌人的前进速度。"Azabs"的其中一个分支是"başıbozuk"。这些人专攻近战，有时候会骑马。他们从无家可归者，流浪者和罪犯中招募出来，因为其野蛮的行为而臭名昭著。

### 训练

#### 鄂圖曼军事大学（Ottoman Military College）
在伊斯坦堡的鄂圖曼军事大学是鄂圖曼帝国用于训练军官的二年制军事学院。

#### 鄂圖曼军事学院（Ottoman Military Academy）
·帕夏元帅与穆罕默德·纳米克·帕夏一起于1834年成立了学院，当时的名称在土耳其语中是“点燃的战争学校”第一届毕业生于1841年毕业。

#### 帝国海军工程学校
海军学院的起源可以追溯到1773年。

### 等级制度

#### 现代化的军队

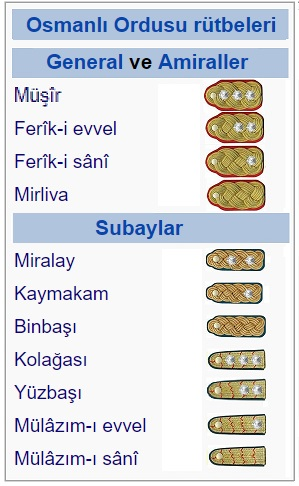
军衔军官的军队。

该系统军衔和徽章所遵循的模式来自德意志帝国。